# Сборная Франции по футболу (до 21 года)
Молодёжная сборная Франции по футболу или Сборная Франции по футболу до 21 года (фр. Équipe de France espoirs de football) — национальная футбольная команда, представляющая Францию в молодёжных международных турнирах. В неё вызываются футболисты, не достигшие 21 года на момент начала соревнования, в котором принимается участие. Сборная контролируется Федерацией футбола Франции. С 21 августа 2023 года главным тренером является Тьерри Анри.
Официально у молодёжной сборной нет определённого стадиона. Чаще всего она проводит матчи на аренах Лиги 2. Однако в последние годы нередки случаи выступления команды на стадионах клубов из высшей лиги, чаще всего — на стадионе «Огюст Дело» в Реймсе.

## История

### Становление
Французская сборная, в отличие от других команд, ведёт свою историю уже с 1950-х годов, когда о создании молодёжных сборных никто не задумывался, а чемпионат Европы даже для основных сборных ещё не проводился.
Первый неофициальный матч был сыгран 22 мая 1952 года против англичан в Гавре и завершился неожиданной победой французов со счётом 7:1. Через 2 года французы потерпели поражение со счётом 3:1 от итальянцев в Виченце. После этого было сыграно всего 7 матчей до официального учреждения молодёжной сборной Франции. Запоминается матч против главной алжирской сборной 18 декабря 1968 года, завершившийся победой французов со счётом 5:2, что считается одним из крупных успехов французской команды (хотя сборная Алжира не считалась сильной, на игру был выставлен сильнейший состав).
Только с 1972 года официально была учреждена французская сборная для игроков до 23 лет (первая молодёжная команда), сразу же после утверждения молодёжного чемпионата Европы. С 1976 года в сборную берут только игроков не старше 23 лет.
14 августа 2001 года сборная Франции в товарищеском матче в Кане сенсационно потерпела поражение от сборной России со счётом 3:2, причём по ходу игры французы проигрывали 1:3, а на 70-й минуте за драку были удалены Зумана Камара и Руслан Пименов.

### Пьер Манковски
После ухода Вилли Саньоля с поста главного тренера сборной в «Бордо» президент Федерации футбола Франции Ноэль Ле Грэ 22 июня 2014 года сделал заявление, что следующим специалистом, работающим с командой, станет Пьер Манковски, руководивший сборными Франции разных возрастов.

## Состав
| 1  | Вр  | Обед Нкамбадьо    | 7 февраля 2003 (22 года)  | 0 | 0  | Париж      |  |  |
| 16 | Вр  | Гийом Рест        | 11 марта 2005 (20 лет)    | 9 | -6 | Тулуза     |  |  |
| 23 | Вр  | Робен Риссер      | 2 декабря 2004 (20 лет)   | 0 | 0  | Ред Стар   |  |  |
|    |     |                   |                           |   |    |            |  |  |
| 2  | Защ | Кастелло Люкеба   | 17 декабря 2002 (22 года) | 7 | 0  | РБ Лейпциг |  |  |
| 4  | Защ | Крислен Матсима   | 15 мая 2002 (23 года)     | 4 | 1  | Монако     |  |  |
| 5  | Защ | Килианн Сильдилья | 16 мая 2002 (23 года)     | 8 | 0  | Фрайбург   |  |  |
| 14 | Защ | Кристиан Мависса  | 18 апреля 2005 (20 лет)   | 0 | 0  | Монако     |  |  |
| 15 | Защ | Натан Зезе        | 18 июня 2005 (19 лет)     | 0 | 0  | Нант       |  |  |
| 19 | Защ | Исмаэль Дукуре    | 24 июля 2003 (21 год)     | 4 | 0  | Страсбур   |  |  |
|    |     |                   |                           |   |    |            |  |  |
| 3  | ПЗ  | Кентен Мерлен     | 16 мая 2002 (23 года)     | 6 | 0  | Марсель    |  |  |
| 6  | ПЗ  | Люсьен Агуме      | 9 февраля 2002 (23 года)  | 4 | 0  | Севилья    |  |  |
| 8  | ПЗ  | Жоанн Лепенан     | 22 октября 2002 (22 года) | 8 | 0  | Лион       |  |  |
| 10 | ПЗ  | Вильсон Одобер    | 28 ноября 2004 (20 лет)   | 3 | 0  | Тоттенхэм  |  |  |
| 11 | ПЗ  | Лум Чауна         | 8 сентября 2003 (21 год)  | 3 | 0  | Лацио      |  |  |
| 12 | ПЗ  | Ноа Эджума        | 4 октября 2005 (19 лет)   | 0 | 0  | Тулуза     |  |  |
| 13 | ПЗ  | Жан-Маттео Баойя  | 7 мая 2005 (20 лет)       | 0 | 0  | Айнтрахт   |  |  |
| 17 | ПЗ  | Сунгуту Магасса   | 8 октября 2003 (21 год)   | 3 | 0  | Монако     |  |  |
| 18 | ПЗ  | Джауи Сиссе       | 31 января 2004 (21 год)   | 0 | 0  | Ренн       |  |  |
| 20 | ПЗ  | Анди Диуф         | 17 мая 2003 (22 года)     | 3 | 0  | Ланс       |  |  |
| 21 | ПЗ  | Феликс Лемарешаль | 7 августа 2003 (21 год)   | 0 | 0  | Страсбур   |  |  |
|    |     |                   |                           |   |    |            |  |  |
| 7  | Нап | Матис Тель        | 27 апреля 2005 (20 лет)   | 6 | 1  | Тоттенхэм  |  |  |
| 9  | Нап | Маттис Аблин      | 28 марта 2003 (22 года)   | 1 | 0  | Ренн       |  |  |
| 22 | Нап | Тьерно Барри      | 21 октября 2002 (22 года) | 1 | 0  | Вильярреал |  |  |

## Достижения
- Чемпионат Европы до 21:

Чемпионы (1): 1988
Финалисты (1): 2002
- Турнир в Тулоне:

Чемпионы (1): 1977, 1984, 1985, 1987, 1988, 1989, 1997, 2004, 2005, 2006, 2007
Финалисты (1): 1975, 1976, 1978, 1980, 1986, 1991, 1993, 1995, 1996, 1998, 2009